# (5718) Roykerr
(5718) Roykerr es un asteroide perteneciente al cinturón de asteroides descubierto el 4 de agosto de 1983 por Alan C. Gilmore y la también astrónoma Pamela M. Kilmartin desde el Observatorio Universitario del Monte John, Isla Sur, Nueva Zelanda.

## Designación y nombre
Designado provisionalmente como 1983 PB. Debe su nombre a Roy Patrick Kerr, un matemático neozelandés.

## Características orbitales
Roykerr está situado a una distancia media del Sol de 2,213 ua, pudiendo alejarse hasta 2,726 ua y acercarse hasta 1,701 ua. Su excentricidad es 0,231 y la inclinación orbital 6,084 grados. Emplea 1203,07 días en completar una órbita alrededor del Sol.

## Características físicas
La magnitud absoluta de Roykerr es 15,1. 